# دیلورین، تاسمانیا
دیلورین (به انگلیسی: Deloraine) یک شهرک در استرالیا است که در شورای دره میندر واقع شده‌است.

## خواهرخوانده
شهر هاکیتیکا خواهرخواندهٔ دیلورین، تاسمانیا هست.